# Жабокреки на Њитри
Жабокреки на Њитри (слч. Žabokreky nad Nitrou) насељено је мјесто са административним статусом сеоске општине (слч. obec) у округу Партизанске, у Тренчинском крају, Словачка Република.

## Становништво
| Година:    | 1994. | 2004.   | 2014.   | 2024.   |
| ---------- | ----- | ------- | ------- | ------- |
| Број људи: | 1633  | 1658    | 1686    | 1710    |
| Разлика:   |       | +1,53 % | +1,68 % | +1,42 % |

| Година:    | 2023. | 2024.   |
| ---------- | ----- | ------- |
| Број људи: | 1703  | 1710    |
| Разлика:   |       | +0,41 % |

Према подацима о броју становника из 2011. године насеље је имало 1.654 становника.